# Langeweegje
Langeweegje is een buurtschap in de gemeente Borsele in de Nederlandse provincie Zeeland.
De buurtschap heeft de vorm van een lintdorp langs de Lange Weg ten noordoosten van het dorp Kwadendamme in de Slabbecoornpolder. Het behoorde tot 1 januari 1970 tot de voormalige gemeente Hoedekenskerke.
Halverwege de buurtschap kruist het spoor van de Stoomtrein Goes - Borsele (SGB) de weg en de naastgelegen dijk via een coupure. Hier staat ook het Station Kwadendamme van de SGB en voorheen de Spoorweg-Maatschappij Zuid-Beveland.

## Bezienswaardigheden
- Berkenhof Tropical Zoo
- Station van de SGB

Dorpen: Baarland · Borssele · Driewegen · Ellewoutsdijk · 's-Gravenpolder · 's-Heer Abtskerke · 's-Heerenhoek · Heinkenszand · Hoedekenskerke · Kwadendamme · Lewedorp · Nieuwdorp · Nisse · Oudelande · Ovezande

Buurtschappen: Baarsdorp · Bakendorp · Coudorpe · Graszode · Knaphof · Koekoek · Langeweegje · Het Oudeland · Rijkebuurt · Scheldeoord · Sinoutskerke · 't Vlaandertje · De Zak 

Zeeland: Steden en dorpen in Zeeland      Nederland: Provincies · Gemeenten